# Marthe Brossier
Pour les articles homonymes, voir Brossier.
Marthe Brossier, née à Romorantin vers 1573 ou vers 1577, est une femme française qui affirme en 1598-1599 être possédée par le démon. Utilisée par les milieux ultra-catholiques, elle trouble l'ordre public rétabli depuis peu. Le Parlement de Paris la considère comme une simulatrice et la condamne comme telle. Son affaire, qui suscite la controverse, témoigne d'un changement de regard sur la possession et la sorcellerie.

## Biographie

### Absence de perspectives de mariage

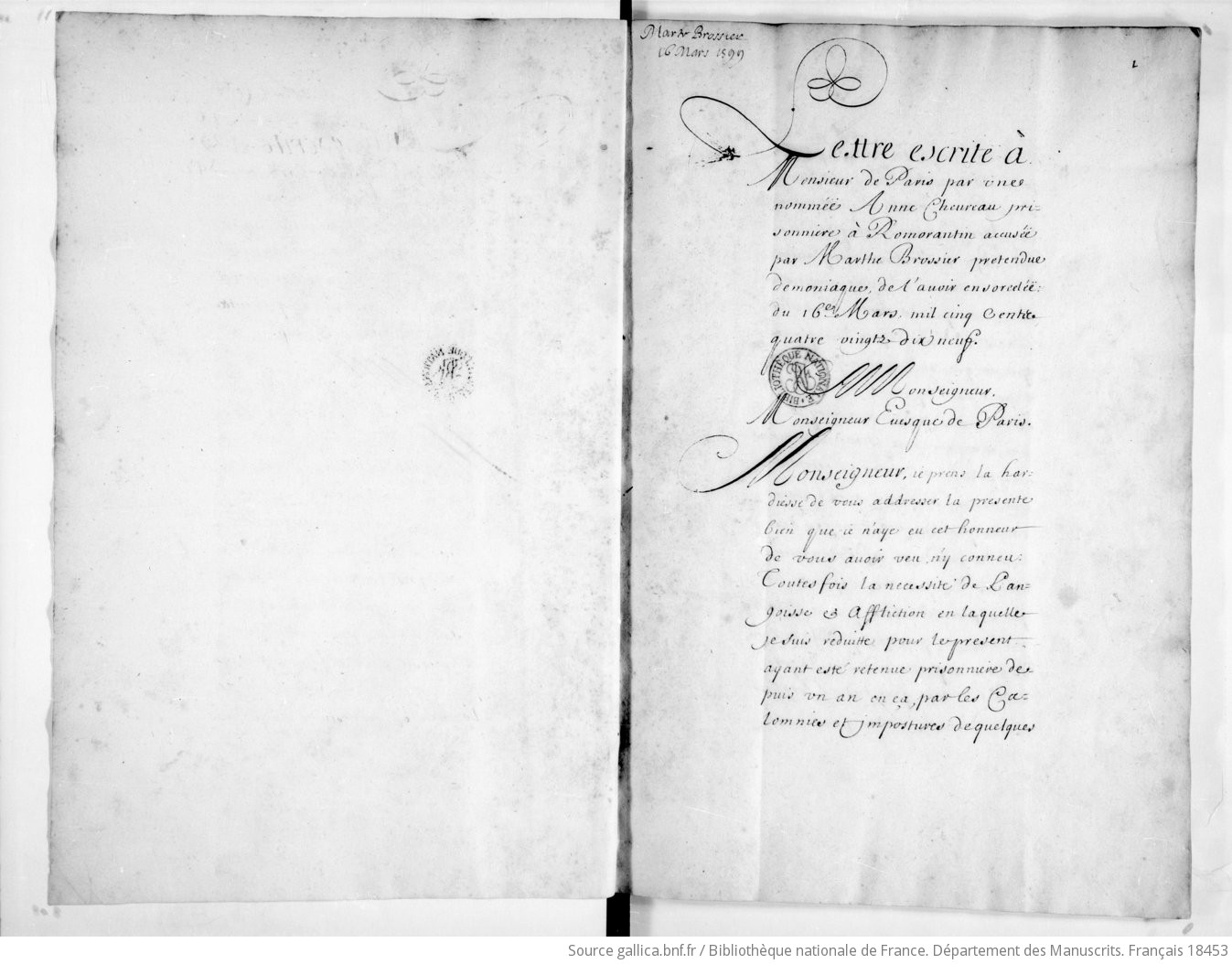
Lettre écrite par Anne Chevreau à l'évêque de Paris pour se défendre, 16 mars 1599. BNF, Gallica.

Née vers 1573 ou vers 1577 à Romorantin, où elle habite, Marthe Brossier est la fille de Jacques Brossier, un marchand ruiné,. En 1598, Marthe est la troisième d'une fratrie de quatre sœurs, dont l'aînée a la quarantaine. Aucune n'est alors mariée et, sans dot, Marthe a peu de chances de trouver un époux et d'accéder ainsi à la position sociale considérée comme normale pour une femme à son époque.
Selon sa voisine Anne Chevreau, faute de dot, Marthe, « hors d'espoir d'être mariée, en serait venue toute frénétique »,. Pour la même raison, Marthe ne réussit pas à devenir religieuse dans un monastère, son père échouant à trouver un accord avec l'abbesse.
Selon Anne Chevreau, à la fin de l'année 1597, Marthe se coupe les cheveux, se déguise en homme et s'enfuit. Après plusieurs jours, elle est reconnue à une vingtaine de kilomètres de Romorantin et ramenée chez son père. Ces affirmations permettent à Anne Chevreau de se défendre de l'accusation de sorcellerie, forgée, selon Anne, par Marthe Brossier, femme troublée, pour défendre son honneur mis à mal par cet épisode, pendant lequel elle a rejeté son rôle social.

### Ensorcellement, pèlerinages et exorcismes
En effet, au début de l'année 1598, Marthe Brossier accuse Anne Chevreau de l'avoir ensorcelée. Marthe Brossier affirme qu'elle est elle-même possédée par le diable, à cause d'Anne Chevreau. Arrêtée pour sorcellerie, cette dernière est emprisonnée pendant plus d'un an. 
Cette accusation n'est alors pas exceptionnelle. À Romorantin, en 1595-1596, trois femmes sont condamnées pour sorcellerie et exécutées. Selon Anne Chevreau, l'accusation de Marthe est une vengeance. La sœur d'Anne Chevreau est l'épouse de Robert Hupeau, dont le neveu aurait dû épouser la sœur aînée de Marthe, Silvine, mais les négociations ont échoué.

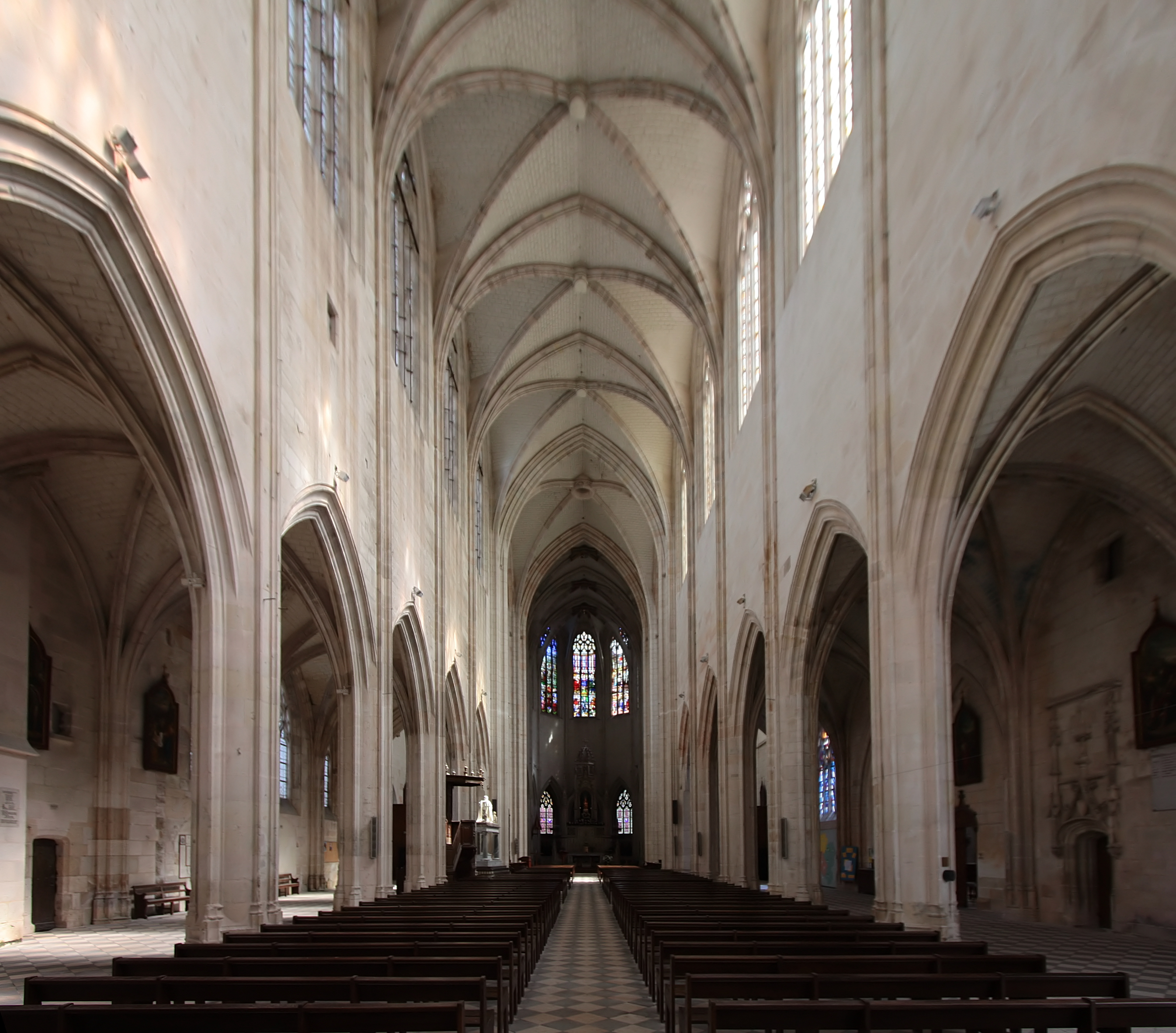
La nef de la basilique Notre-Dame-de-Cléry

En 1598-1599, Marthe Brossier circule, accompagnée par son père et sa sœur Silvine, dans toute la vallée de la Loire, d'Orléans à Angers, et elle est examinée par des clercs et des médecins. Selon l'historien Jacques-Auguste de Thou, l’évêque d’Angers, Charles Miron, démontre que Marthe n'est pas vraiment possédée. Elle ne comprend pas le latin, puisque, quand il lui récite des vers de l'Énéide, elle est prise d'une crise comme s'il s'agissait de latin d'Église. Son démon ne détecte pas l'eau bénite puisque, quand il lui fait boire de l'eau bénite, cela ne suscite pas de réaction alors que quand il lui lance avec son goupillon de l'eau prétendument bénite elle se contorsionne.
Elle effectue des pèlerinages à Notre-Dame-de-Cléry à Cléry-Saint-André puis à Notre-Dame-des-Ardilliers à Saumur, sans être délivrée de ses maux,. Elle est exorcisée au moins trois fois en 1598, parfois devant une assistance nombreuse : plus de trois cent personnes se massent dans l'église Saint-Pierre de Saumur pour assister à son exorcisme.
En 1598-1599, son état de possédée donne à Marthe une reconnaissance sociale — y compris au sein de sa famille — et une grande célébrité, inattendues pour une jeune femme de sa classe sociale. On attend d'elle un spectacle, une représentation dramatique de la possession.

### Trouble à l'ordre public à Paris
En mars 1599, elle arrive à Paris accompagnée par son père et ses sœurs. Ils demandent à ce qu'elle soit exorcisée, ce qui est fait par les capucins et les religieux de l'abbaye Sainte-Geneviève-de-Paris (dirigée par Joseph Foulon),. Le démon qui l'habite lui fait dire « merveilles contre les huguenots » devant des assistances nombreuses. Ces séances créent de l'agitation dans la ville où le démon de Marthe Brossier devient le principal sujet de conversation.

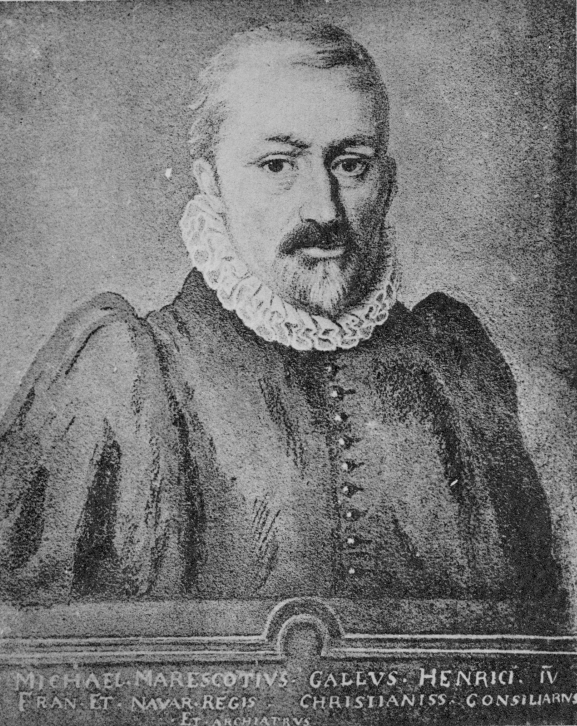
Michel Marescot

Les 30 et 31 mars, l'évêque de Paris réunit une commission composée de médecins et de théologiens qui doutent de son histoire parce qu'elle ne présente pas les signes de possession habituels. Elle n'a pas une force surhumaine et ne semble pas comprendre le latin ou le grec. Elle est donc considérée comme une simulatrice, qui cause des troubles,. 

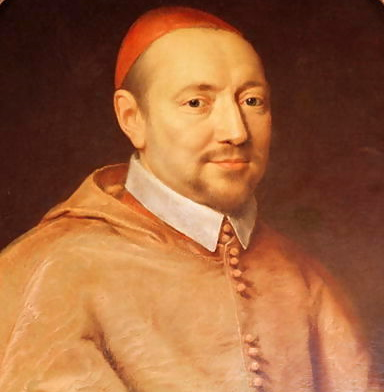
Pierre de Bérulle

Parmi les preuves retenues contre elle, figure le fait qu'on l'a trouvée en possession du « livre du diable de Laon », un livre consacré à l'affaire de possession de Nicole Obry ou Aubry, en 1566 à Laon. Le 1er avril, Marthe Brossier est examinée publiquement par le père Séraphin, qui soutient la véracité de la possession et par le médecin gallican Michel Marescot, qui intervient à la demande d'Henri IV et affirme qu'il y a supercherie,,. Marescot conclut : « Nihil a daemone. Multa ficta. A morbo pauca », soit : « Rien du démon. Beaucoup de fictions. Peu de maladie »,,.
Le Parlement la fait arrêter le 3 avril. Le 7 avril, Pierre de Bérulle commence à l'exorciser, mais le 13 avril le roi ordonne la fin de l'exorcisme et le Parlement la fait emprisonner au Châtelet. L'édit de Nantes et la paix de Vervins ont été signés en 1598 et pour le roi cette affaire est une provocation contre les huguenots,. De fait, l'usage de l'exorcisme est compris comme une légitimation du discours catholique face au protestantisme et Marthe Brossier est utilisée par le parti anti-protestant. Après des années de guerres de religion et la révolte de la Ligue, Paris est alors pacifié et les Parisiens aspirent à une paix durable, sans trouble. Marthe Brossier n'est défendue ni par l'évêque de Paris ni par la faculté de théologie.

### Retour à Romorantin et exil
Le 24 mai, un arrêt du Parlement la renvoie chez elle, à Romorantin,. Anne Chevreau est libérée. 
Marthe Brossier reste peu de temps à Romorantin, où sa position est difficilement tenable puisqu'elle est officiellement une simulatrice. En décembre 1599, un anti-huguenot convaincu qui croit en sa possession, Alexandre de La Rochefoucauld, prieur de Saint-Martin-de-Randan et frère de l'évêque de Clermont l'emmène dans son carrosse et la cache. Le Parlement émet un mandat contre elle mais ne la trouve pas. Le prieur l'emmène en Italie, à Rome puis à Milan. En Italie, elle est une possédée parmi d'autres et elle est crue. Elle est vue pour la dernière fois à Milan en 1604.

## Possédée ou simulatrice?

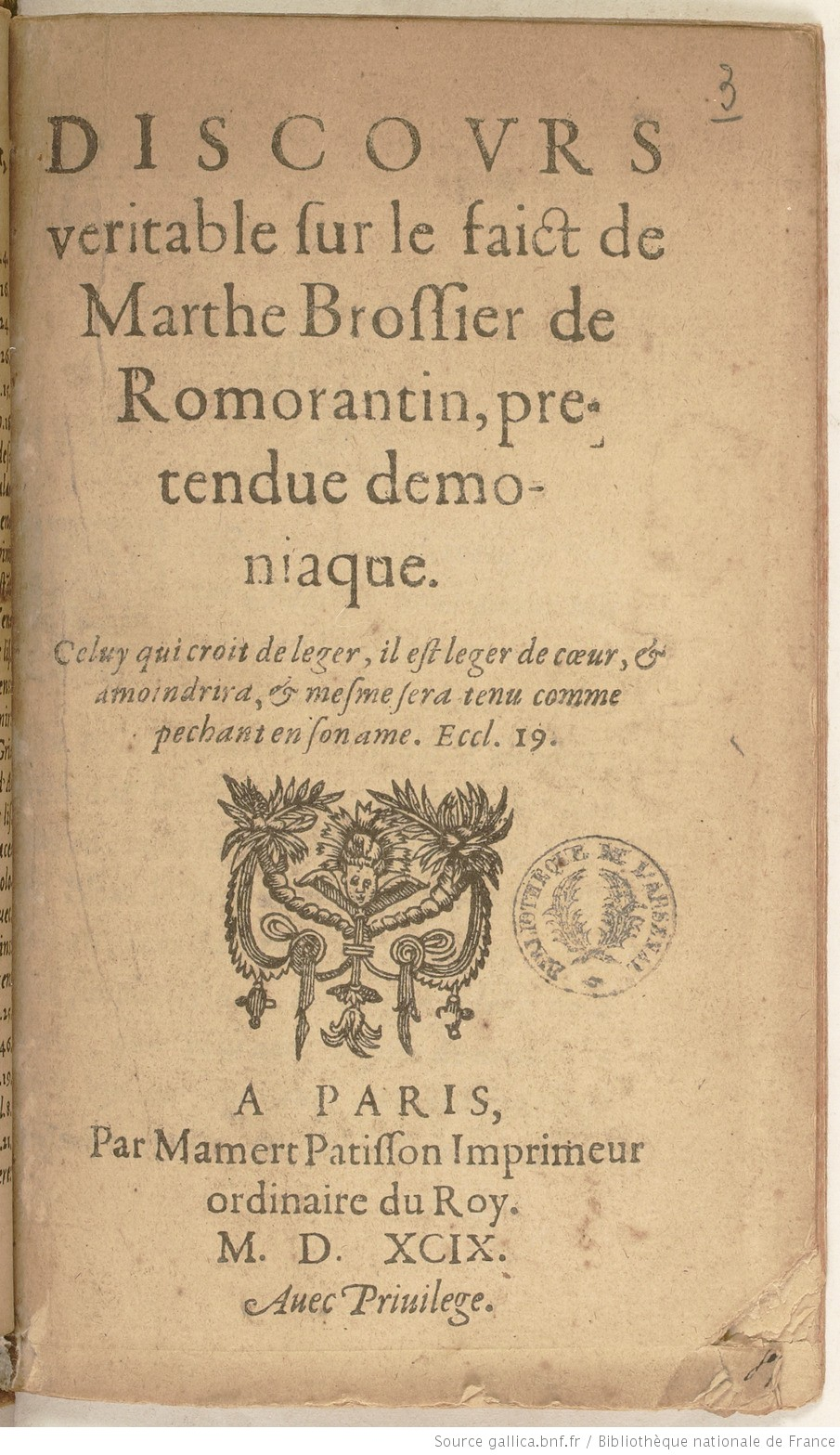
Page de titre de Discours veritable sur le faict de Marthe Brossier, 1599. BNF, Gallica.

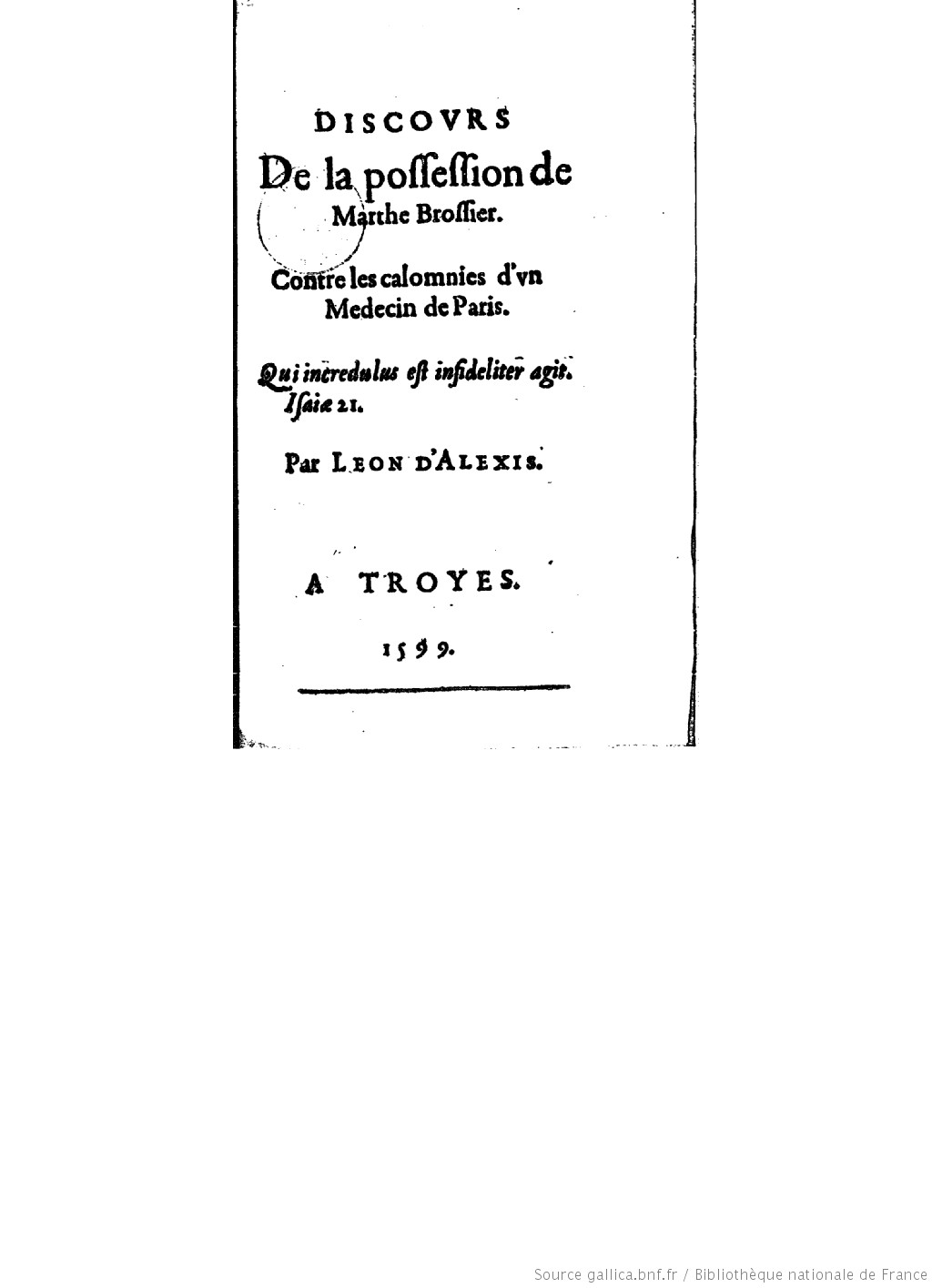
Page de titre du Discours de la possession de Marthe Brossier, de Léon d'Alexis, pseudonyme de Pierre de Bérulle, 1599. BNF, Gallica.

L'affaire est racontée en détail par Pierre de l'Estoile dans son journal. Deux libelles y sont consacrés. Le Discours veritable sur le faict de Marthe Brossier de Romorantin pretendue demoniaque publié en 1599 est écrit par un médecin parisien, probablement Michel Marescot. Il défend la thèse d'une Marthe Brossier simulatrice, utilisée par son père pour gagner de l'argent. Selon lui, « pendant quinze mois, elle a été montrée comme un singe ou un ours ».
Pierre de Bérulle, sous le pseudonyme de Léon d'Alexis, y répond la même année dans Discours de la possession de Marthe Brossier. Contre les calomnies d'un médecin de Paris. Pour lui, Marthe Brossier est bien possédée, et seule l'Église est à même de discerner les signes de la possession. Indirectement, Bérulle défend les compétences de l'Église catholique.
Ainsi, l'aventure de Marthe Brossier n'oppose pas seulement protestants et catholiques, mais aussi ceux qui y croient et ceux qui en doutent, les partisans du pouvoir royal et ceux qui sont prêts à désobéir.  
C'est le cas précurseur d'une série d'affaires de possession de la première moitié du XVIIe siècle, qui correspondent à un changement de regard sur la sorcellerie, modification déjà détectable quelques années auparavant par la clémence dont commence à faire preuve le Parlement de Paris. Un certain nombre de magistrats ne croient plus en la sorcellerie,,.
L'histoire de Marthe Brossier est racontée par Pierre Bayle dans son Dictionnaire historique et critique. Elle a du succès en Espagne, où elle devient un thème du théâtre au XVIIIe siècle, traité dans les pièces de Canizares, Francisco Antonio de Ripoll, Manuel Hidalgo et Fernandez de Urena.

#### Ouvrages datant de l'Ancien Régime
- Pièces concernant Marthe Brossier, de Romorantin, possédée et accusée d'imposture (1596-1600), 107 p. (lire en ligne sur Gallica). Dossier de documents manuscrits sur l'affaire.
- Discours véritable sur le faict de Marthe Brossier de Romorantin, prétendue démoniaque, Paris, Mamert Patisson, 1599, viii-48, in-8° (lire en ligne sur Gallica).
- Léon d'Alexis, Discours de la possession de Marthe Brossier. Contre les calomnies d'un médecin de Paris, Troyes, 1599, 56 p. (lire en ligne sur Gallica).
- Jacques Auguste de Thou, Histoire de Marthe Brossier, prétendue possédée, tirée du latin de Messire Jacques-Auguste de Thou,..., Rouen, J. Herault., Rouen, Jacques Hérault, 1652 (lire en ligne sur Gallica).

#### Historiographie
- Nicolas Balzamo, Les miracles dans la France du XVIe siècle, Paris, Les Belles Lettres, coll. « Le miroir des humanistes », 2014, 517 p. (ISBN 978-2-251-34608-3).
- Robert Mandrou, Magistrats et sorciers en France au XVIIe siècle : Une analyse de psychologie historique, Paris, Plon, coll. « Civilisations et mentalités », 1968, 584 p., p. 163-179.
- Marcel Pelletier, Marthe Brossier, Henri IV et les Ligueurs : exorcisme, procès et exil d'une possédée solognote, Paris, Bernard Royer, coll. « Saga histoire », 1998, 204 p. (ISBN 9782908670592).
- (en) Anita M. Walker et Edmund H. Dickerman, « "A Woman under the Influence": A Case of Alleged Possession in Sixteenth-Century France », The Sixteenth Century Journal, vol. 22, no 3,‎ 1991, p. 535–554 (ISSN 0361-0160, DOI 10.2307/2541474, lire en ligne, consulté le 14 juin 2023).